# Von Menschen und Göttern
Von Menschen und Göttern ist ein französischer Spielfilm aus dem Jahr 2010. Der französische Originaltitel Des hommes et des dieux („Menschen und Götter“) wird mit einem Zitat aus Ps 82,6-7  erklärt, das dem Film vorangestellt ist. Der Erzählung liegt eine reale Begebenheit zugrunde, die Ermordung von sieben römisch-katholischen Mönchen des Klosters Notre-Dame de l’Atlas in Algerien im Jahre 1996. Regie führte Xavier Beauvois, Darsteller sind unter anderem Lambert Wilson und Michael Lonsdale. In Frankreich besuchten über 3 Millionen Zuschauer den Film, der unter anderem den Großen Preis der Jury in Cannes sowie den César für den Besten Film erhielt. Der Film wurde im verlassenen Benediktinerkloster Tioumliline in Marokko gedreht.

## Handlung
Im Kloster Notre-Dame de l’Atlas in Tibhirine im algerischen Atlas-Gebirge leben neun Trappisten-Mönche in Nachbarschaft mit der vorwiegend muslimischen Bevölkerung. Die Dorfbewohner konsultieren den Arzt, Bruder Luc, oder lassen sich von den Mönchen beim Verkehr mit den Behörden helfen. Als radikale Islamisten alle Ausländer auffordern, das Land zu verlassen und bald eine Gruppe kroatischer Arbeiter niedermetzeln, stellt sich für die Mönche die Frage, ob sie bleiben oder gehen sollen. Den Vorschlag der Behörden, das Kloster militärisch bewachen zu lassen, lehnen sie ab. Eine schwierige Zeit beginnt, in der die Mönche zwischen dem Wunsch nach Sicherheit und jenem, die lokale Bevölkerung nicht im Stich zu lassen, abwägen. Am Weihnachtstag tauchen islamistische Kämpfer auf und verlangen, dass ihr verletzter Kamerad medizinische Versorgung erhält, die ihm die Mönche geben. Sie ziehen wieder ab. Nach wenigen Tagen erscheinen sie wieder und führen sieben der Mönche ab; zwei konnten sich verstecken.

## Kritiken
In den Kritiken zu Von Menschen und Göttern kamen Superlative vor. Für die Süddeutsche Zeitung war es ein „Film-Wunder“ und „eines der wichtigsten, bewegendsten Kinoereignisse des Jahres“. „Ein großer Film“ auf der Höhe von Nathan der Weise war es für die Frankfurter Allgemeine Zeitung. Und epd Film dankte: „Der Zuschauer darf sich beschenkt fühlen, am Reichtum eines bescheidenen Lebens teilzuhaben.“
Lob erhielt Caroline Champetier für ihre Kamera. Sie „unterstreicht das atmosphärische Einverständnis, das zwischen Landschaft, Dorf und Kloster herrscht,“ und schaffe Bilder, die frei von Kitsch oder Gefühlsmanipulationen seien. Ohne dramatische Zuspitzungen sei die Geschichte umgesetzt, unsentimental, wahrhaftig, und übergehe das reißerische Potenzial, das dem Ereignis innewohne. Gerhard Midding bescheinigte dem Werk in epd Film „erzählerische Reife“. Die inszenatorischen Entscheidungen folgten „einer tiefen inneren Notwendigkeit“; statt einer dramatischen Fallhöhe sei Beauvois „einer aufmerksameren, geduldigeren Hingabe an den Stoff“ verpflichtet. Ihre Spannung beziehe die Erzählung „aus der Gewissenserforschung der Verharrenden“. Die Mönche nähmen „sich Zeit für eine Entscheidung“, dabei bekäme Alltägliches einen „anderen Horizont“; das „Ringen um innere Haltung“ sei großartig beschrieben, bis sie sich „im klaren, heiteren Licht der gefallenen Entscheidung zu einem letzten Abendmahl“ einfinden – „nicht leichten, aber entschlossenen Herzens“. Bezeichnete Midding die Mönche als heroisch „ohne Ausnahme“, hieß es in der F.A.Z., Beauvois mache sie nicht zu Helden, und in der NZZ, er zeige, „dass sie keineswegs im Sinn hatten, einen Märtyrertod zu sterben.“
Laut Susanne Ostwald (Neue Zürcher Zeitung) setzt sich das Werk „philosophisch mit der Frage auseinander, wie dem Terrorismus zu begegnen wäre.“ Rainer Gansera stellte es in der Süddeutschen in die Reihe der „großen Mystiker: Rossellini, Dreyer, Bresson.“ Hingegen meinte Josef Lederle vom Filmdienst, die Erklärungen wagten sich „ungewöhnlich weit auf christlich-theologisches Terrain“ vor. Dass die Mönche mit dem Einsatz ihres Lebens die „Unterscheidung zwischen dem Islam und seiner islamistischen Karikatur“ bezeugten, ihr eigenes Dasein an Gott übereigneten, sei „die eigentliche Zumutung“ des Films. „Diese demütige oder je nach Lesart auch radikale christliche Interpretation (mönchisch-)menschlicher Existenz hat in Beauvois' zurückhaltender Inszenierung eine so wundervolle Entsprechung gefunden, dass die Unterscheidung zwischen Original und Interpretation ziemlich schwerfällt.“ Nach Bert Rebhandl (F.A.Z.) stellt Beauvois eine Verbindung zur christlichen Opfertheologie her und lasse Religion in ihrer Fremdheit gegenüber der Vernunft hervortreten, „fremd gerade auch gegenüber einem Fundamentalismus, der sich Herrschaft über Leben und Tod anmaßt.“
| Cinema                    | Ergreifend unsentimental, behutsam inszeniert                                                   |
| epd Film                  | Mit Reife und Hingabe erzählt; hat innere Spannung; beschenkt den Zuschauer; 5/5 Sterne         |
| Filmdienst                | Authentisch und zurückhaltend inszeniert; sehr originalgetreue Interpretation                   |
| Frankfurter Allgemeine Z. | Großer Film auf der Höhe von Nathan der Weise; großartiger Lambert Wilson                       |
| Neue Zürcher Zeitung      | Meisterhaft; respektvoll und wahrhaftig inszeniert; Bilder ohne Kitsch oder Gefühlsmanipulation |
| Süddeutsche Zeitung       | „Film-Wunder“; einer der wichtigsten, bewegendsten Filme des Jahres                             |

## Auszeichnungen

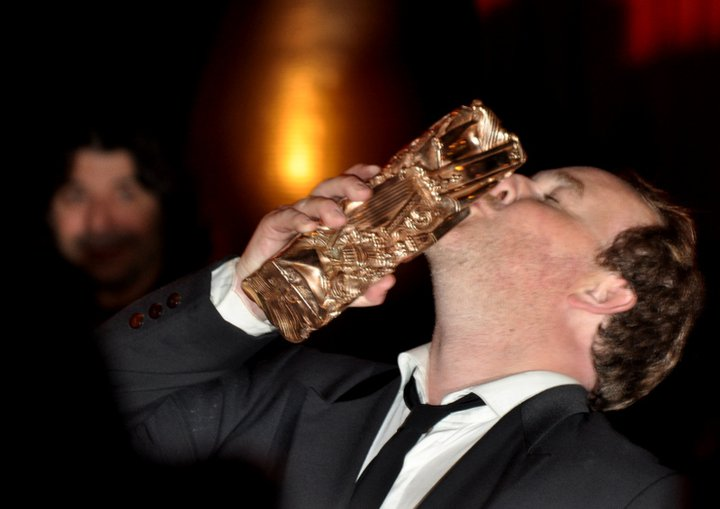
Beauvois mit seinem gewonnenen César für Von Menschen und Göttern (2011)

Bei den internationalen Filmfestspielen von Cannes 2010 wurde der Film mit dem Großen Preis der Jury und dem Preis der Ökumenischen Jury ausgezeichnet. Im Dezember 2010 wurde er von der Jury der Evangelischen Filmarbeit zum „Film des Monats“ erkoren.
Von Menschen und Göttern war auch der französische Kandidat im Rennen um eine Oscar-Nominierung als bester fremdsprachiger Film, gelangte aber nicht in die engere Auswahl. Bei der César-Verleihung 2011 konnte der Film drei seiner elf Nominierungen in Siege umsetzen und gewann in den Kategorien bester Film, bester Nebendarsteller (Michael Lonsdale) und beste Kamera. Ebenfalls wurde die Produktion vom Syndicat Français de la Critique de Cinéma et des Films de Télévision als bester französischer Film ausgewählt.
Bei den Prix Lumières erhielt Kamerafrau Champetier die Auszeichnung für die Beste Kameraarbeit.